# 24-Stunden-Rennen von Le Mans 1968

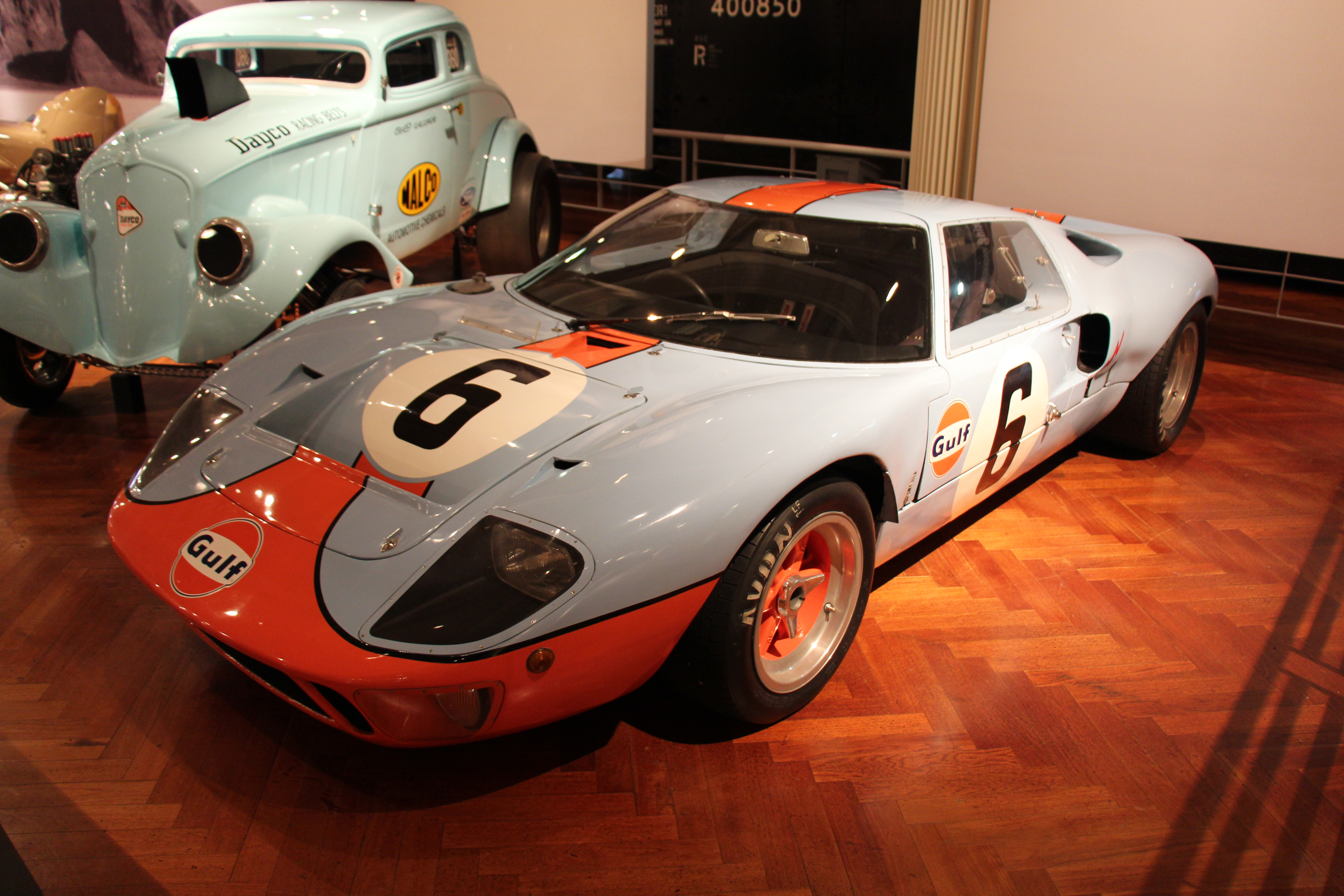
Ford GT40 mit der Fahrgestellnummer P/1075, der Siegerwagen von 1968 und 1969.

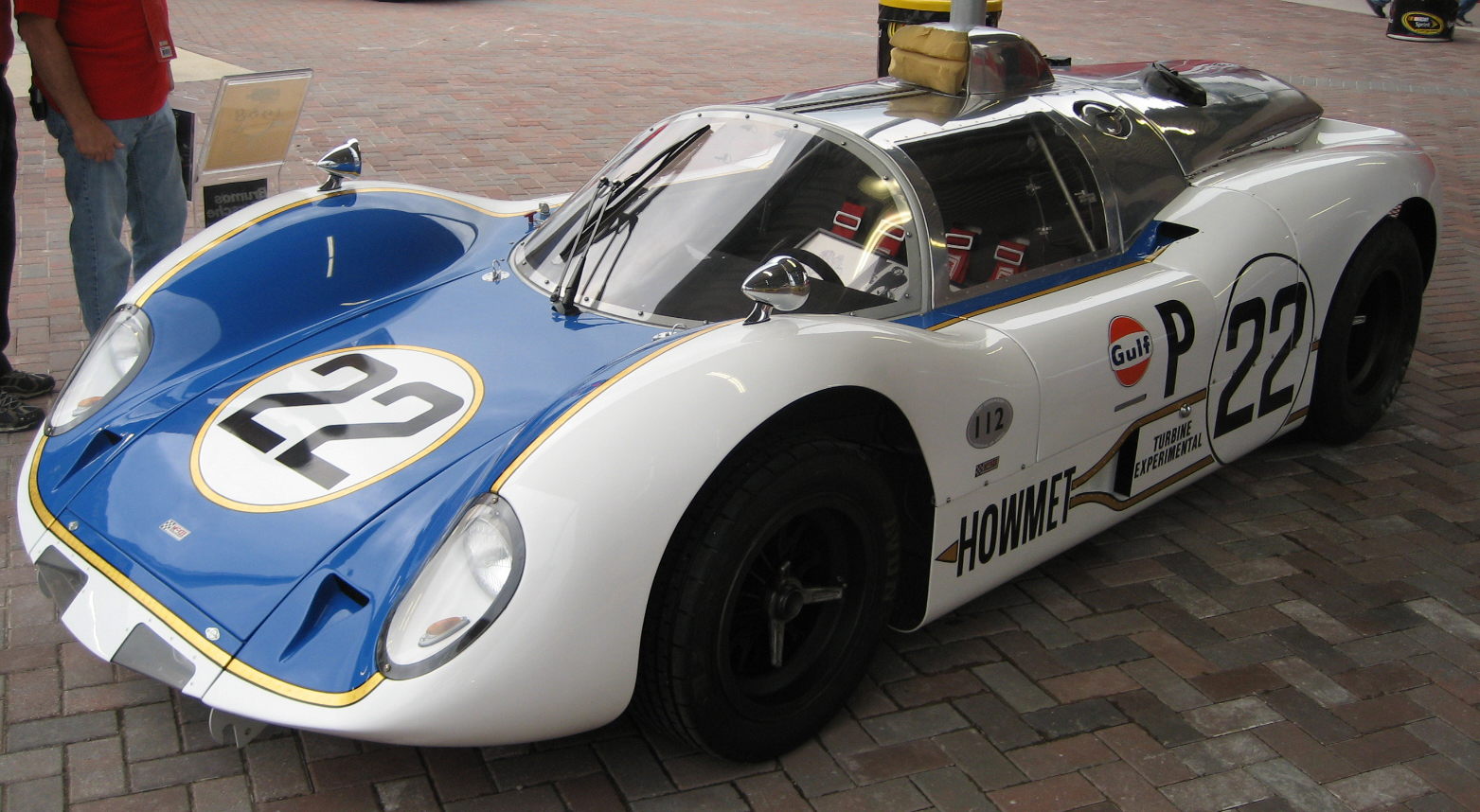
Der Howmet TX mit der Startnummer 22 im Originalzustand. Gefahren wurde der Wagen 1968 von Dick Thompson und Ray Heppenstal, Ausfall durch Unfall nach 84 Runden

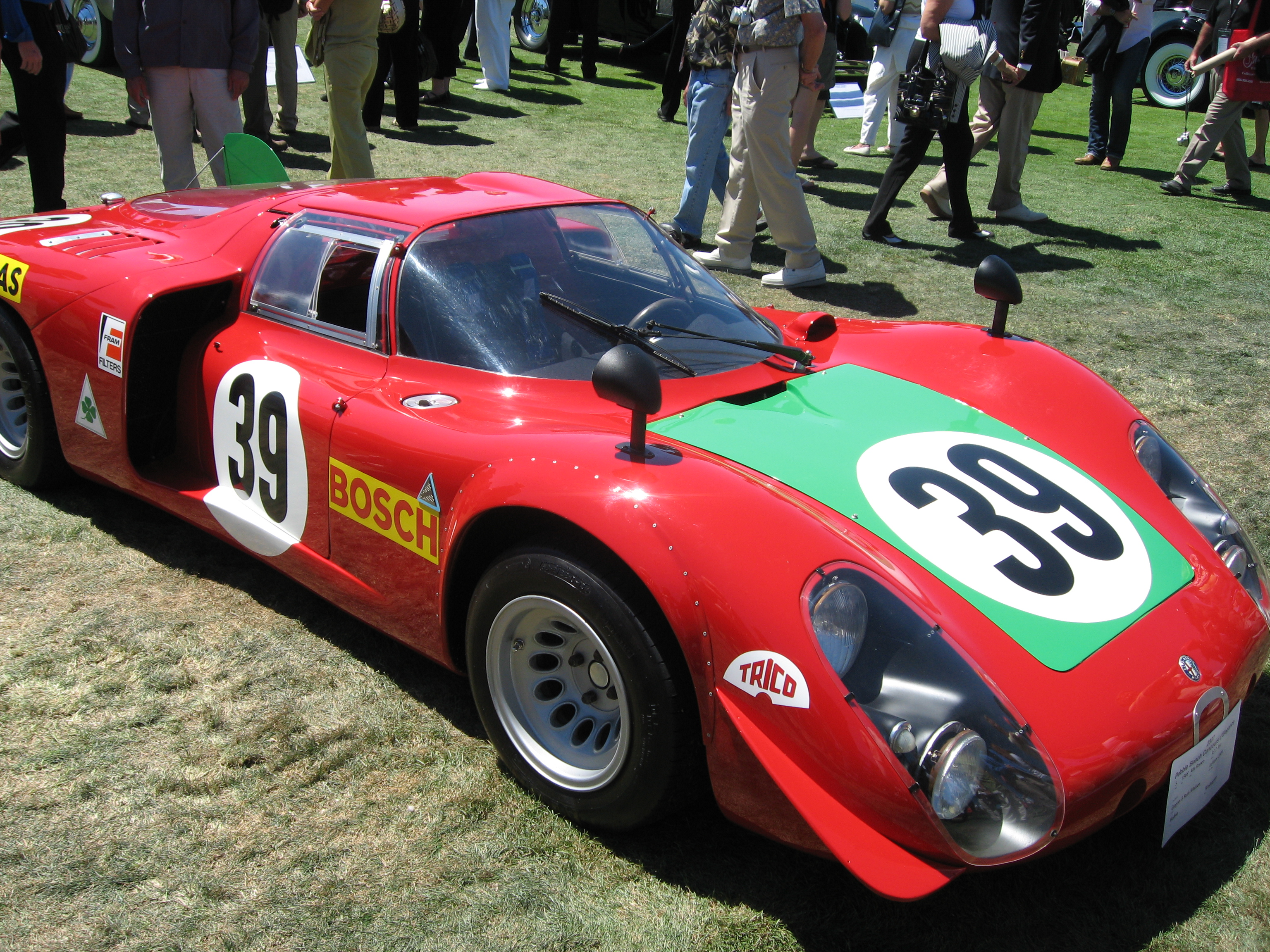
Der von Ignazio Giunti und Nanni Galli an die vierte Stelle der Gesamtwertung gefahrene Alfa Romeo T33/2

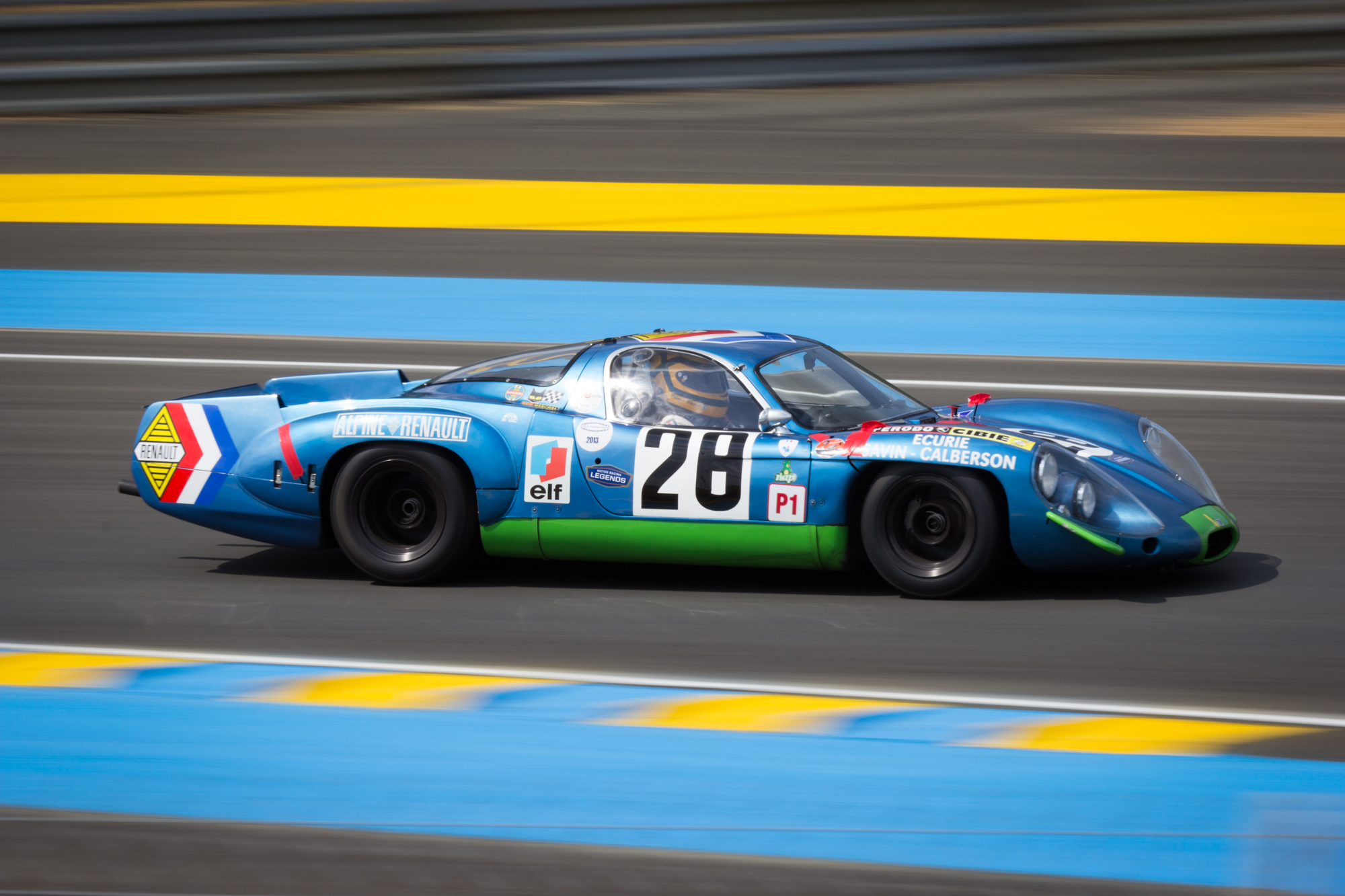
Alpine A220, im Rennen gefahren von Henri Grandsire und Gérard Larrousse

Das 36. 24-Stunden-Rennen von Le Mans, der 36e Grand Prix d’Endurance les 24 Heures du Mans, auch 24 Heures du Mans, Circuit de la Sarthe, Le Mans, fand vom 28. bis 29. September 1968 auf dem Circuit des 24 Heures statt.

## Neues Reglement in der Sportwagen-Weltmeisterschaft
Aufgeschreckt durch die Rekorddistanz des siegreichen Ford GT40 MK IV bei den 24 Stunden von Le Mans 1967 und dem dabei gefahrenen 24-Stunden-Durchschnitt von 218,038 km/h, gab das CSI für 1968 eine drastische Veränderung des Reglements bekannt. Einschneidender Bestandteil war die Reduzierung des Hubraums, die zu einem Rückzug der Werksmannschaften von Ford und Ferrari aus der Weltmeisterschaft der Sportwagen führte.
Damit konnte neben den 7-Liter-Ford-Rennwagen auch der Ferrari 330P4 nicht mehr eingesetzt werden. Ferrari war weit davon entfernt, die geforderten 40 Stück des P4 zu bauen, und die schnellen Prototypen wanderten ins Museum. Auch die Chaparral 2F, mit ihren mächtigen Heckflügeln und angetrieben von einem 7-Liter-Chevrolet-Motor, verschwanden von den Rennpisten.

## Startverschiebung und neuer Streckenteil
Als Folge der Pariser Studentenproteste (siehe: Mai 1968) kam es in Frankreich zu einer Streikwelle. Eine Durchführung des Rennens im Juni war damit unmöglich. Schon einmal – 1936 – musste das Rennen nach einem Generalstreik abgesagt werden und auch 1968 war eine Absage zu befürchten, aber durch das Einlenken von Charles de Gaulle beruhigte sich die Lage in Frankreich im Spätsommer.
Die Veranstaltung fand Ende September statt und damit erst zum zweiten Mal seit 1923 – da wurde im Mai gefahren – nicht im Monat Juni.
Auch den Verantwortlichen des Automobile Club de l’Ouest machte die Rekordjagd aus dem Vorjahr Kopfzerbrechen. Vor allem die schnelle Passage von Maison Blanche bis zu den Esses sorgte für Kritik. Aus der Maison Blanche kommend, fuhren die schnellsten Rennwagen mit fast 300 km/h an den Boxenanlagen vorbei, die nur durch einen weißen Strich auf der Fahrbahn von der Strecke getrennt waren. Um die Wagen einzubremsen, wurde knapp vor den Boxen eine Schikane eingebaut, die das Tempo drastisch reduzierte. In Anerkennung der Leistung des siegreichen Ford aus dem Vorjahr und weil Ford einen Teil der Baukosten übernahm, erhielt die Schikane den Namen der US-amerikanischen Automobilmarke.

## Das Rennen
Nach dem Ende der großen Prototypen gab es 1968 keine erklärten Favoriten in Le Mans. John Wyer hatte die Ford GT40 weiterentwickelt und kam mit einem Dreiwagen-Team nach Le Mans. Das routinierteste Duo bildeten Pedro Rodríguez und Lucien Bianchi, die beide schon viele Male in Le Mans am Start waren. Den zweiten GT40 teilten sich Paul Hawkins und David Hobbs, den dritten fuhren der Australier Brian Muir und der Brite Jackie Oliver.
In Ermangelung eines adäquaten Rennwagens griffen die Ferrari-Teams – angeführt vom North American Racing Team – auf den schon drei Jahre alten 250LM zurück.
Bei Porsche sah man erstmals die Chance den Sieg in der Gesamtwertung zu erreichen. Das Werksteam brachte vier neue Porsche 908 nach Le Mans. Gefahren wurden die 3-Liter-Wagen von Jochen Neerpasch, Rolf Stommelen, Gerhard Mitter, Vic Elford, Joe Buzzetta, Scooter Patrick, Joseph Siffert und Hans Herrmann.
Alfa Romeo gab mit dem Tipo 33 ein Comeback in Le Mans und Alpine hatte mit dem A220 erstmals ein 3-Liter-Auto gebaut.
Die Porsche 908 waren die schnellsten Wagen auf der Strecke, und nach einer Stunde lagen alle vier Werkswagen in Führung. Im Training hatte Joseph Siffert mit 3:35,4 Minuten (225 km/h) die beste Rundenzeit erzielt. Doch nach etwa drei Stunden im Rennen musste am Wagen von Stommelen/Neerpasch der Keilriemen des Kühlgebläses gewechselt werden und eine Stunde später fiel Siffert mit einer defekten Getriebewelle aus. Dann setzten bei den verbliebenen Porsche Probleme mit der Lichtmaschine ein: Die Isolierungen waren zu groß und lösten sich durch die Fliehkräfte von den Drähten, was Kurzschlüsse zur Folge hatte. Nach neun Stunden wurden Mitter/Elford disqualifiziert, weil die Lichtmaschine ausgewechselt worden war; denn der Austausch eines kompletten Aggregats war nicht zulässig, das Reglement erlaubte nur eine Reparatur. Als schließlich der Rodríguez/Bianchi-Ford in Führung gegangen war, waren drei Porsche-Werkswagen bereits ausgefallen und der Neerpasch/Stommelen-Wagen weit zurückgefallen. Er holte jedoch ständig auf und belegte am Ende mit 4366,220 gefahrenen Kilometern Platz drei.
Gleich nach dem Start war Willy Mairesse hinter drei Porsche auf Platz vier gefahren, doch schon in der ersten Runde kam er mit seinem Ford GT40 auf regennasser Bahn in der Mulsanne-Kurve mit etwa 250 km/h von der Strecke ab, wobei der Wagen völlig zerstört wurde. Mairesse überstand den Unfall mit Kopfverletzungen. Mairesse hatte beim Start die Tür des Ford GT40 nicht richtig geschlossen, die dann bei voller Fahrt aus den Verankerung riss und wegflog; dabei verlor er die Herrschaft über den Wagen und verunfallte. In der Nacht hatte auch Mauro Bianchi im Alpine A220 einen schweren Unfall in der Tertre Rouge. Der Wagen fing Feuer, und Bianchi erlitt schwere Brandverletzungen.
Als am Sonntagvormittag die Positionen bezogen waren, verlor das Rennen an Spannung, bis auf den Kampf zwischen dem Matra MS630 von Johnny Servoz-Gavin und Henri Pescarolo um Platz zwei, auf dem er lange fuhr, und dem schnellsten Alfa Romeo. Doch etwa um 12 Uhr musste an dem Alfa Romeo ein hinterer Achsschenkel gewechselt werden, was 23 Minuten Zeit kostete, und wenig später fuhr der Matra mit einem Reifenschaden an die Box; um 13 Uhr fiel er aus. Derweil fuhren Rodríguez und Bianchi ein einsames Rennen an der Spitze und erzielten mit einem Vorsprung von fünf Runden auf den Porsche 907 von Dieter Spoerry und Rico Steinemann und 4452,880 Kilometern (185,536 km/h) den dritten Ford-Sieg in Folge. Dritte wurden Neerpasch/Stommelen. Drei Alfa kamen ins Ziel und belegten die Ränge vier bis sechs.
Zwei der drei Ford GT40 mit 4,7-Liter-Motor von John Wyer waren ausgefallen. Brian Muir war bereits in der Anfangsphase des Rennens in den Sand geraten. In über zweistündiger Arbeit buddelte er den Wagen frei, zerstörte aber bei den Versuchen aus dem Sand herauszufahren die Kupplung, sodass er nicht mehr weiterfahren konnte.

## Ergebnisse

### Piloten nach Nationen
| 42 Franzosen   | 20 Briten      | 9 Italiener  | 8 Belgier  | 8 US-Amerikaner |
| 8 Schweizer    | 6 Deutsche     | 2 Australier | 2 Schweden | 1 Mexikaner     |
| 1 Niederländer | 1 Österreicher | 1 Spanier    |            |                 |

### Schlussklassement
| Pos.               | Klasse  | Nr. | Team                             | Fahrer                                            | Chassis                      | Motor                       | Reifen | Runden |
| ------------------ | ------- | --- | -------------------------------- | ------------------------------------------------- | ---------------------------- | --------------------------- | ------ | ------ |
| 1                  | S 5.0   | 9   | John Wyer Automotive Engineering | Pedro Rodríguez Lucien Bianchi                    | Ford GT40 Mk.I               | Ford 4.9L V8                | F      | 331    |
| 2                  | P 3.0   | 66  | Squadra Tartaruga                | Rico Steinemann Dieter Spoerry                    | Porsche 907L                 | Porsche 2.2L Flat-8         | D      | 326    |
| 3                  | P 3.0   | 33  | Porsche System Engineering       | Jochen Neerpasch Rolf Stommelen                   | Porsche 908                  | Porsche 3.0L Flat-8         | D      | 325    |
| 4                  | P 2.0   | 39  | Autodelta SpA                    | Ignazio Giunti Nanni Galli                        | Alfa Romeo T33/2             | Alfa Romeo 2.0L V8          | D      | 322    |
| 5                  | P 2.0   | 38  | Autodelta SpA                    | Carlo Facetti Spartaco Dini                       | Alfa Romeo T33/2             | Alfa Romeo 2.0L V8          | D      | 315    |
| 6                  | P 2.0   | 40  | Autodelta SpA                    | Mario Casoni Giampiero Biscaldi                   | Alfa Romeo T33/2             | Alfa Romeo 2.0L V8          | D      | 305    |
| 7                  | S 5.0   | 21  | David Piper Racing               | David Piper Richard Attwood                       | Ferrari 250LM                | Ferrari 3.3L V12            | G      | 302    |
| 8                  | P 3.0   | 30  | Société des Automobiles Alpine   | André de Cortanze Jean Vinatier                   | Alpine A220                  | Renault-Gordini 3.0L V8     | M      | 297    |
| 9                  | P 2.0   | 57  | Ecurie Savin-Calberson           | Alain LeGuellec Alain Serpaggi                    | Alpine A210                  | Renault-Gordini 1.5L I4     | D      | 289    |
| 10                 | P 1.3   | 52  | Société des Automobiles Alpine   | Jean-Luc Thérier Bernard Tramont                  | Alpine A210                  | Renault-Gordini 1.3L I4     | D      | 288    |
| 11                 | P 1.3   | 53  | Trophée Le Mans                  | Christian Ethuin Bob Wollek                       | Alpine A210                  | Renault-Gordini 1.3L I4     | D      | 282    |
| 12                 | GT 2.0  | 43  | Jean-Pierre Gaban                | Jean-Pierre Gaban Roger Vanderschrick             | Porsche 911T                 | Porsche 2.0L Flat-6         | D      | 281    |
| 13                 | GT 2.0  | 64  | Claude Laurent                   | Claude Laurent Jean-Claude Ogier                  | Porsche 911T                 | Porsche 2.0L Flat-6         | D      | 276    |
| 14                 | P 1.3   | 55  | Société des Automobiles Alpine   | Jean-Pierre Nicolas Jean-Claude Andruet           | Alpine A210                  | Renault-Gordini 1.0L I4     | D      | 272    |
| 15                 | P 1.3   | 50  | Donald Healey Motor Company      | Roger Enever Alec Poole                           | Austin-Healey Sprite Le Mans | BMC 1.3L I4                 | D      | 255    |
| 16                 | P 2.0   | 46  | Ecurie Fiat-Abarth France        | Marcel Martin Jean Mésange                        | Fiat Dino                    | Ferrari 2.0L V6             | D      | 253    |
| Nicht klassiert    |         |     |                                  |                                                   |                              |                             |        |        |
| 17                 | GT 1.3  | 61  | Ecurie Léopard                   | Joseph Bourdon Maurice Nussbaumer Michel Pouteaux | Alpine A110                  | Renault-Gordini 1.3L I4     | D      | 215    |
| 18                 | GT 1.3  | 51  | Bernard Collomb                  | Bernard Collomb François Laccarrau                | Alpine A110                  | Renault-Gordini 1.3L I4     | D      | 167    |
| Disqualifiziert    |         |     |                                  |                                                   |                              |                             |        |        |
| 19                 | S 2.0   | 42  | Christian Poirot                 | Christian Poirot Pierre Maublanc                  | Porsche 906 Carrera 6        | Porsche 2.0L Flat-6         | D      | 202    |
| 20                 | P 3.0   | 32  | Porsche System Engineering       | Gerhard Mitter Vic Elford                         | Porsche 908                  | Porsche 3.0L Flat-8         | D      | 111    |
| 21                 | P 3.0   | 67  | Philippe Farjon                  | Robert Buchet Herbert Linge                       | Porsche 907/8                | Porsche 2.2L Flat-6         | D      | 102    |
| 22                 | P 3.0   | 23  | Howmet Corporation               | Bob Tullius Hugh Dibley                           | Howmet TX                    | Continental 3.0L Gasturbine | G      | 60     |
| 23                 | S 5.0   | 7   | Sportscars Unlimited             | Ulf Norinder Sten Axelsson                        | Lola T70 Mk. III             | Chevrolet 5.0L V8           | F      | 47     |
| Ausgefallen        |         |     |                                  |                                                   |                              |                             |        |        |
| 24                 | P 3.0   | 24  | Equipe Matra Sports              | Johnny Servoz-Gavin Henri Pescarolo               | Matra MS630                  | Matra 3.0L V12              | D      | 283    |
| 25                 | P 3.0   | 27  | Ecurie Savin-Calberson           | Mauro Bianchi Patrick Depailler                   | Alpine A220                  | Renault-Gordini 3.0L V8     | M      | 257    |
| 26                 | P 2.0   | 45  | Jean-Pierre Hanrioud             | Jean-Pierre Hanrioud André Wicky                  | Porsche 910                  | Porsche 2.0L Flat-6         | D      | 248    |
| 27                 | GT 2.0  | 44  | Auguste Veuillet                 | Guy Chasseuil Claude Ballot-Léna                  | Porsche 911T                 | Porsche 2.0L Flat-6         | D      | 224    |
| 28                 | S 5.0   | 20  | Scuderia Filipinetti             | Herbert Müller Jonathan Williams                  | Ferrari 250LM                | Ferrari 3.3L V12            | G      | 212    |
| 29                 | S 5.0   | 14  | North American Racing Team       | Masten Gregory Charlie Kolb                       | Ferrari 250LM                | Ferrari 3.3L V12            | G      | 209    |
| 30                 | P 3.0   | 29  | Société des Automobiles Alpine   | Jean Guichet Jean-Pierre Jabouille                | Alpine A220                  | Renault-Gordini 3.0L V8     | M      | 185    |
| 31                 | GT +2.0 | 4   | Scuderia Filipinetti             | Jean-Michel Giorgi Sylvain Garant                 | Chevrolet Corvette           | Chevrolet 7.0L V8           | G      | 157    |
| 32                 | P 2.0   | 41  | Autodelta SpA                    | Nino Vaccarella Giancarlo Baghetti                | Alfa Romeo T33/2             | Alfa Romeo 2.0L V8          | D      | 150    |
| 33                 | P 3.0   | 35  | Àlex Soler-Roig                  | Àlex Soler-Roig Rudi Lins                         | Porsche 907/8                | Porsche 2.2L Flat-8         | D      | 145    |
| 34                 | S 5.0   | 6   | Jackie Epstein                   | Jackie Epstein Edward Nelson                      | Lola T70 Mk.III              | Chevrolet 5.0L V8           | F      | 143    |
| 35                 | S 5.0   | 12  | Strathaven Limited               | Mike Salmon Eric Liddell                          | Ford GT40 Mk. I              | Ford 4.7L V8                | G      | 131    |
| 36                 | P 3.0   | 34  | Porsche System Engineering       | Joe Buzzetta Scooter Patrick                      | Porsche 908                  | Porsche 3.0L Flat-8         | D      | 115    |
| 37                 | S 5.0   | 10  | John Wyer Automotive Engineering | Paul Hawkins David Hobbs                          | Ford GT40 Mk. II             | Ford 4.9L V8                | F      | 107    |
| 38                 | P 2.0   | 37  | Racing Team VDS                  | Teddy Pilette Rob Slotemaker                      | Alfa Romeo T33/2             | Alfa Romeo 2.0L V8          | D      | 104    |
| 39                 | S 5.0   | 19  | Paul Vestey                      | Paul Vestey Roy Pike                              | Ferrari 250LM                | Ferrari 3.3L V12            | F      | 99     |
| 40                 | P 3.0   | 22  | Howmet Corporation               | Dick Thompson Ray Heppenstal                      | Howmet TX                    | Continental 3.0L Gasturbine | G      | 84     |
| 41                 | GT +2.0 | 17  | Scuderia Filipinetti             | Jacques Rey Claude Haldi                          | Ferrari 275 GTB/C            | Ferrari 3.3L V12            | G      | 78     |
| 42                 | P 1.3   | 56  | Société des Automobiles Alpine   | Jean-Louis Marnat Jean-François Gerbault          | Alpine A210                  | Renault-Gordini 1.0L I4     | D      | 71     |
| 43                 | P 3.0   | 28  | Société des Automobiles Alpine   | Henri Grandsire Gérard Larrousse                  | Alpine A220                  | Renault-Gordini 3.0L V8     | M      | 59     |
| 44                 | P 3.0   | 31  | Porsche System Engineering       | Joseph Siffert Hans Herrmann                      | Porsche 908                  | Porsche 3.0L Flat-8         | D      | 59     |
| 45                 | P 2.0   | 36  | North American Racing Team       | François Chevalier Bernard Lagier de Giuseppe     | Ferrari Dino 206S            | Ferrari 2.0L V6             | G      | 54     |
| 46                 | GT +2.0 | 3   | Scuderia Filipinetti             | Umberto Maglioli Henri Greder                     | Chevrolet Corvette           | Chevrolet 7.0L V8           | G      | 53     |
| 47                 | P 2.0   | 49  | Chris J. Lawrence                | Chris Lawrence John Wingfield                     | Deep Sanderson 302           | Ford 1.6L I4                | D      | 35     |
| 48                 | GT 2.0  | 60  | Wicky Racing Team                | Willy Meier Jean de Mortemart                     | Porsche 911T                 | Porsche 2.0L Flat-6         | D      | 30     |
| 49                 | P 3.0   | 25  | John Woolfe Racing               | John Woolfe Digby Martland                        | Chevron B12                  | Repco 3.0L V8               | G      | 27     |
| 50                 | P 2.0   | 47  | Donald Healey Motor Company      | Clive Baker Andrew Hedges                         | Healey SR                    | Coventry Climax 2.0L V8     | D      | 20     |
| 51                 | S 5.0   | 11  | John Wyer Automotive Engineering | Brian Muir Jackie Oliver                          | Ford GT40 Mk. I              | Ford 4.9L V8                | F      | 15     |
| 52                 | P 2.0   | 65  | Racing Team VDS                  | Serge Trosch Karl von Wendt                       | Alfa Romeo T33/2             | Alfa Romeo 2.0L V8          | D      | 7      |
| 53                 | P 1.3   | 54  | André Moynet                     | Max Jean René Ligonnet                            | Moynet XS                    | Simca 1.2L I4               | D      | 6      |
| 54                 | S 5.0   | 8   | Claude Dubois                    | Willy Mairesse Jean Blaton                        | Ford GT40 Mk. I              | Ford 4.7L V8                | G      | 1      |
| Nicht gestartet    |         |     |                                  |                                                   |                              |                             |        |        |
| 55                 | GT +2.0 | 5   | Scuderia Sant’Ambroeus           | Giorgio Pianta Enrico Pinto                       | Iso-Rivolta                  | Chevrolet 5.3L V8           | P      | 1      |
| 56                 | GT +2.0 | 15  | North American Racing Team       | Bob Grossman Edgar Berney                         | Ferrari 275 GTB/2            | Ferrari 3.3L V12            |        | 2      |
| Nicht qualifiziert |         |     |                                  |                                                   |                              |                             |        |        |
| 57                 | P 2.0   | 58  | Marcos Racing Ltd.               | Jem Marsh John Quick Peter Taggart                | Marcos 1800GT                | Volvo 1.8L F4               |        | 3      |
| 58                 | P 1.3   | 63  | Hubert Giraud                    | Philippe Marchesi Patrick Champin                 | Hrubon 1300                  | Renault-Gordini 1.3L L4     |        | 4      |
| Reserve            |         |     |                                  |                                                   |                              |                             |        |        |
| 59                 | P 2.0   | 58  | Ben Pon                          | Ben Pon Gijs van Lennep                           | Porsche 910                  | Porsche 2.0L Flat-6         |        | 5      |
| 60                 | P 1.3   | 62  | André Moynet                     | - -                                               | Moynet XS                    | Simca Type 315 1.3L F4      |        | 6      |

1 Unfall
2 Disqualifikation im Training, illegale Räder
3 nicht qualifiziert
4 nicht qualifiziert
5 Reserve
6 Reserve

### Nur in der Meldeliste
Hier finden sich Teams, Fahrer und Fahrzeuge die ursprünglich für das Rennen gemeldet waren, aber aus den unterschiedlichsten Gründen daran nicht teilnahmen.
| Pos. | Klasse   | Nr. | Team                           | Fahrer                                            | Chassis               | Motor                   | Reifen |
| ---- | -------- | --- | ------------------------------ | ------------------------------------------------- | --------------------- | ----------------------- | ------ |
| 61   | GT + 2.0 | 1   | Sunray DX Oil Co               |                                                   | Chevrolet Corvette    | Chevrolet 7.0L V8       |        |
| 62   | GT + 2.0 | 2   | Sunray DX Oil Co               |                                                   | Chevrolet Corvette    | Chevrolet 7.0L V8       |        |
| 63   | GT + 2.0 | 5   | Ecurie Luxembourg              | Chris Tuerlinx Nicolas Koob                       | Chevrolet Corvette    | Chevrolet 7.0L V8       |        |
| 64   | S 5.0    | 7   | American International Racing  |                                                   | Lola T70 Mk.III       | Chevrolet 5.0L V8       |        |
| 65   | S 5.0    | 8   | American International Racing  |                                                   | Lola T70 Mk.III       | Chevrolet 5.0L V8       |        |
| 66   | S 5.0    | 16  | North American Racing Team     |                                                   | Ferrari               |                         |        |
| 67   | S 5.0    | 16  | Ecurie Intersport SA           | Guy Ligier Jo Schlesser                           | Ford GT40             | Ford 4.9L V8            |        |
| 68   | S 5.0    | 19  | Bill Harrah                    |                                                   | Ferrari               |                         |        |
| 69   | S 5.0    | 20  | Bill Harrah                    |                                                   | Ferrari               |                         |        |
| 70   | S 5.0    | 22  | Edgar Berney                   | Edgar Berney Francisco de Heredia                 | Ferrari 250LM         | Ferrari 3.3L V12        |        |
| 71   | P 3.0    | 26  | Marcos Racing Ltd.             | Robin Widdows Hugh Dibley                         | Marcos Mantis         | B.R.M.                  |        |
| 72   | P 3.0    | 28  | Scuderia Serenissima           | Jonathan Williams                                 | Serenissima Mk.168    | ATS 3.0L V8             |        |
| 73   | S 2.0    | 50  | John Wagstaff                  | John Wagstaff David Preston                       | Lotus 47              |                         |        |
| 74   | P 3.0    | 59  | Equipe Matra Sports            | Jean-Pierre Beltoise                              | Matra MS630           | Matra 3.0L V12          |        |
| 75   | P 1.15   |     | Société des Automobiles Alpine |                                                   | Alpine A210           | Renault-Gordini 1.0L I4 |        |
| 76   | P 1.3    |     | Société des Automobiles Alpine |                                                   | Alpine A210           | Renault-Gordini 1.3L I4 |        |
| 77   | P 1.6    |     | Ecurie Savin-Calberson         | Christian Ethuin                                  | Alpine A210           | Renault-Gordini 1.5L I4 |        |
| 78   | S 5.0    |     | Joakim Bonnier Racing Team     |                                                   | Lola T70 Mk.III       | Chevrolet 5.0L V8       |        |
| 79   | S 3.0    |     | Scuderia Filipinetti           |                                                   | Ferrari 250LM         | Ferrari 3.0L V12        |        |
| 80   | P 3.0    |     | Société des Automobiles Alpine | Mauro Bianchi Roger Delageneste Patrick Depailler | Alpine A220           | Renault-Gordini 3.0L V8 |        |
| 81   | GT + 2.0 |     | Scuderia Filipinetti           | Sylvain Garant                                    | Ferrari 375GTB/C      | Ferrari 3.3L V12        |        |
| 82   | P 1.6    |     | Joseph Bourdon                 |                                                   | Alpine A210           | Renault-Gordini 1.5L I4 |        |
| 83   |          |     | Robert Buchet                  | Robert Buchet                                     | Porsche 911           | Porsche 2.0L Flat-6     |        |
| 84   | GT + 2.0 | 3   | Piggins Chevrolet              |                                                   | Chevrolet Corvette    | Chevrolet 7.0L V8       |        |
| 85   | GT + 2.0 | 4   | Piggins Chevrolet              |                                                   | Chevrolet Corvette    | Chevrolet 7.0L V8       |        |
| 86   | GT + 2.0 | 7   | Scuderia Filipinetti           | Herbert Müller Jean Guichet                       | Chevrolet Corvette    | Chevrolet 7.0L V8       |        |
| 87   | S 5.0    | 12  | American International Racing  |                                                   | Lola T70 Mk.III       | Chevrolet 5.0L V8       |        |
| 88   | S 5.0    | 16  | Terry Dury                     | Terry Dury Keith Holland                          | Ford GT40             | Ford 4.9L V8            |        |
| 89   | S 5.0    | 22  | Alain de Cadenet               |                                                   | Ford GT40             | Ford 4.9L V8            |        |
| 90   | S 5.0    | 29  | Cox Kocher                     | Cox Kocher Pierre Sudan                           | Ferrari 250LM         | Ferrari 3.3L V12        |        |
| 91   | S 5.0    | 32  | Paul Vestey                    |                                                   | Ferrari 250LM         | Ferrari 3.3L V12        |        |
| 92   | P 3.0    | 37  | Alain de Cadenet               | Tommy Weber Rollo Fielding                        | Sodec                 | Diva Martin Valkyrie    |        |
| 93   | P 2.0    | 51  | Teodoro Zeccoli                | Teodoro Zeccoli                                   | Alfa Romeo T33/2      | Alfa Romeo 2.0L V8      |        |
| 94   | GT 2.0   | 56  | Patrice Sanson                 | Patrice Sanson Roland Lefevre                     | Porsche 911           | Porsche 2.0L Flat-6     |        |
| 95   | GT 2.0   | 57  | Björn Waldegård                | Björn Waldegård Sten Axelsson                     | Porsche 911           | Porsche 2.0L Flat-6     |        |
| 96   | S 2.0    | 65  | Mike d'Udy                     | Mike d'Udy Hugh Dibley                            | Porsche 906 Carrera 6 | Porsche 2.0L Flat-6     |        |
| 97   | P 2.0    | 69  | Bam-Bam Racing Team            | Hans Wängstre Evert Christoffersson               | Ferrari Dino 206S     | Ferrari 2.0L V6         |        |
| 98   | P 3.0    | 72  | Alain de Cadenet               | Tony Beeson Mário de Araújo Cabral                | Scodec                | Diva Martin Valkyrie    |        |
| 99   | P 2.0    | 73  | Mark König                     | Mark König Tony Lanfranchi                        | Nomad Mk.1            | Ford 1.6L I4            |        |
| 100  | P 2.0    | 76  | Peter Clarke                   | Peter Clarke Lance Weber                          | Emerson               |                         |        |
| 101  | P 1.3    | 77  | Varicam Racing                 | Mike Coles                                        | Costin Nathan         | Ford 1.3L I4            |        |
| 102  | GT 1.3   | 79  | Bernard Collomb                | Alain Finkelstein Claude Henry                    | Alpine A110           | Renault-Gordini 1.3L I4 |        |
| 103  | P 1.3    | 82  | Concorde                       | Tom Lalonde Roger Sparkes                         | Piper GT              |                         |        |
| 104  | P 1.3    | 86  | Jean-Pierre Remusat            | François Chevalier P Rand                         | Alpine A110           | Renault-Gordini 1.3L I4 |        |

### Index of Performance
| Pos. | Nr. | Fahrer                                  | Chassis                      | Koeffizient | Platzierung im Gesamtklassement |
| ---- | --- | --------------------------------------- | ---------------------------- | ----------- | ------------------------------- |
| 1    | 55  | Jean-Pierre Nicolas Jean-Claude Andruet | Alpine A210                  | 1.19700     | Rang 14                         |
| 2    | 39  | Ignazio Giunti Nanni Galli              | Alfa Romeo T33/2             | 1.17500     | Rang 4                          |
| 3    | 66  | Rico Steinemann Dieter Spoerry          | Porsche 907/L                | 1.17000     | Rang 2                          |
| 4    | 52  | Jean-Luc Thérier Bernard Tramont        | Alpine A210                  | 1.15900     | Rang 10                         |
| 5    | 38  | Carlo Facetti Spartaco Dini             | Alfa Romeo T33/2             | 1.14900     | Rang 5                          |
| 6    | 53  | Christian Ethuin Bob Wollek             | Alpine A210                  | 1.13600     | Rang 11                         |
| 7    | 57  | Alain LeGuellec Alain Serpaggi          | Alpine A210                  | 1.12700     | Rang 9                          |
| 8    | 33  | Jochen Neerpasch Rolf Stommelen         | Porsche 908                  | 1.11700     | Rang 3                          |
| 9    | 40  | Mario Casoni Giampiero Biscaldi         | Alfa Romeo T33/2             | 1.11300     | Rang 6                          |
| 10   | 50  | Roger Enever Alec Poole                 | Austin-Healey Sprite Le Mans | 1.09800     | Rang 15                         |
| 11   | 8   | Pedro Rodríguez Lucien Bianchi          | Ford GT40 Mk.I               | 1.08700     | Gesamtsieg                      |
| 12   | 21  | David Piper Richard Attwood             | Ferrari 250LM                | 1.02700     | Rang 7                          |
| 13   | 20  | André de Cortanze Jean Vinatier         | Alpine A220                  | 1.02300     | Rang 8                          |
| 14   | 64  | Claude Laurent Jean-Claude Ogier        | Porsche 911T                 | 1.00800     | Rang 13                         |
| 15   | 43  | Jean-Pierre Gaban Roger Vanderschrick   | Porsche 911T                 | 1.00000     | Rang 12                         |

### Index of Thermal Efficiency
| Pos. | Nr. | Fahrer                                  | Chassis                      | Durchschnittsgeschwindigkeit | Fahrzeuggewicht | Liter/100 km | Koeffizient | Platzierung im Gesamtklassement |
| ---- | --- | --------------------------------------- | ---------------------------- | ---------------------------- | --------------- | ------------ | ----------- | ------------------------------- |
| 1    | 52  | Jean-Luc Thérier Bernard Tramont        | Alpine A210                  | 161,199 km/h                 | 690 kg          | 14,59        | 1.16000     | Rang 10                         |
| 2    | 20  | André de Cortanze Jean Vinatier         | Alpine A220                  | 161,995 km/h                 | 700 kg          | 16,31        | 1.07000     | Rang 8                          |
| 3    | 53  | Christian Ethuin Bob Wollek             | Alpine A210                  | 157,907 km/h                 | 710 kg          | 15,59        | 1.06000     | Rang 11                         |
| 4    | 8   | Pedro Rodríguez Lucien Bianchi          | Ford GT40 Mk.I               | 185,536 km/h                 | 1110 kg         | 36,56        | 1.04000     | Gesamtsieg                      |
| 5    | 55  | Jean-Pierre Nicolas Jean-Claude Andruet | Alpine A210                  | 152,971 km/h                 | 680 kg          | 15,85        | 0.94000     | Rang 14                         |
| 6=   | 64  | Claude Laurent Jean-Claude Ogier        | Porsche 911T                 | 154,622 km/h                 | 925 kg          | 25,23        | 0.91000     | Rang 13                         |
| 6=   | 50  | Roger Enever Alec Poole                 | Austin-Healey Sprite Le Mans | 152,450 km/h                 | 740 kg          | 17,08        | 0.91000     | Rang 15                         |
| 8    | 39  | Ignazio Giunti Nanni Galli              | Alfa Romeo T33/2             | 180,259 km/h                 | 780 kg          | 29,38        | 0.85000     | Rang 4                          |
| 9=   | 33  | Jochen Neerpasch Rolf Stommelen         | Porsche 908                  | 181,920 km/h                 | 710 kg          | 32,32        | 0.82000     | Rang 3                          |
| 9=   | 66  | Rico Steinemann Dieter Spoerry          | Porsche 907/L                | 182,446 km/h                 | 720 kg          | 29,55        | 0.82000     | Rang 2                          |

### Klassensieger
| Klasse                       | Fahrer              | Fahrer              | Fahrzeug           | Platzierung im Gesamtklassement |
| ---------------------------- | ------------------- | ------------------- | ------------------ | ------------------------------- |
| Index of Performance         | Jean-Claude Andruet | Jean-Pierre Nicolas | Alpine A210        | Rang 14                         |
| Index of Thermal Efficiency  | Jean-Luc Thérier    | Bernard Tramont     | Alpine A210        | Rang 10                         |
| Sport-Prototyp 2501–3000 cm³ | Rolf Stommelen      | Jochen Neerpasch    | Porsche 908        | Rang 3                          |
| Sport-Prototyp 2001–2500 cm³ | Dieter Spoerry      | Rico Steinemann     | Porsche 907        | Rang 2                          |
| Sport-Prototyp 1601–2000 cm³ | Ignazio Giunti      | Nanni Galli         | Alfa Romeo Tipo 33 | Rang 4                          |
| Sport-Prototyp 1301–1600 cm³ | Alain LeGuellec     | Alain Serpaggi      | Alpine A210        | Rang 9                          |
| Prototyp 1001–1150 cm³       | Jean-Claude Andruet | Jean-Pierre Nicolas | Alpine A210        | Rang 14                         |
| Sportwagen                   | Pedro Rodríguez     | Lucien Bianchi      | Ford GT40          | Gesamtsieg                      |
| GT                           | Jean-Pierre Gaban   | Roger Vanderschrick | Porsche 911T       | Rang 12                         |

### Renndaten
- Gemeldet: 104
- Gestartet: 54
- Gewertet: 16
- Rennklassen: 9
- Zuschauer: 350.000
- Ehrenstarter des Rennens: Giovanni Agnelli, geschäftsführender Gesellschafter von Fiat
- Wetter am Rennwochenende: warm, Regen in der Nacht und am Sonntag
- Streckenlänge: 13,469 km
- Fahrzeit des Siegerteams: 24:00:00,000 Stunden
- Gesamtrunden des Siegerteams: 331
- Distanz des Siegerteams: 4452,880 km
- Siegerschnitt: 185,536 km/h
- Pole Position: Jo Siffert – Porsche 908 (#31) – 3.35.400 = 225,108 km/h
- Schnellste Rennrunde: Rolf Stommelen – Porsche 908 (#2) – 3.38.100 = 222,231 km/h
- Rennserie: 10. Lauf zur Sportwagen-Weltmeisterschaft 1968